# Іванніков Олег Володимирович
Олег Володимирович Іванніков (рос. Иванников Олег Владимирович; 2 квітня 1967, Карл-Маркс-Штадт (Хемніц), НДР) — російський військовик, офіцер ГРУ Генерального штабу Збройних сил РФ. Відомий під псевдонімами Оріон, Андрей Иванович Лаптев.
У 2006—2008 роках — міністр оборони маріонеткової Південної Осетії.
З 2014 року — учасник російської агресії проти України. Здійснював нагляд від Міністерства оборони РФ на території маріонеткової ЛНР. За даними аналітичних організацій, зокрема Bellingcat, причетний до збиття Боїнга MH-17 17 липня 2014 року.

## Життєпис
Народився 2 квітня 1967 року в Німецькій Демократичній Республіці, неподалік Карл-Маркс-Штадту (нині м. Хемніц), в родині радянського генерал-майора авіації Іваннікова Володимира Павловича, командира 53-го гвардійського винищувального авіаційного полку. Деякий час проживав у Литовській РСР, де у м. Шяуляй базувався авіаполк.
У 1980-х навчався у Київському вищому військовому авіаційному інженерному училищі. Закінчив академію у 1988 році.
Після цього переїхав у Москву, де навчався на 6-й «ракетній» кафедрі Аерокосмічного факультету Московського авіаційного інституту, який закінчив у 1990 році.
У 1990—2003 роках проживав у м. Ростов-на-Дону.

### Південна Осетія
У 2004 році переїхав до маріонеткової Південної Осетії, державного утворення на території Грузії, де обійняв посаду голови Ради безпеки. У 2006—2008 роках був міністром оборони і надзвичайних ситуацій Південної Осетії. Пішов у відставку з цього посту на початку 2008 року.

### Дисертація
У 2012 році заснував дослідницький центр «Россия-Кавказ» російського державного Міжнародного інституту новітніх держав для моніторингу і аналізу соціуму в Південній Осетії та Абхазії. В Південній Осетії заснував його філіал «Центр евразийских исследований». Опублікував серію з понад 20 статей на тему конфліктів у Сирії та Грузії.

### Війна в Україні
У 2014—2015 роках — один з головних кураторів від Міністерства оборони РФ на окупованій території Луганської області України, координуючи дії збройних угруповань в маріонетковій ЛНР. Контролював міністра оборони ЛНР Ігоря Плотницького, ПВК «Вагнер», окремі збройні угруповання.
14 липня 2014 року Олег Іванніков «Оріон» у телефонній розмові із функціонером ЛНР Олегом Бугровим повідомив, що у них з'явився зенітно-ракетний комплекс «Бук». Ця розмова, як і низка інших, була перехоплена СБУ. 17 липня 2014 року пасажирський лайнер Boeing-777 MH-17 був збитий в Донецькій області із ЗРК «Бук», що належала 53-й зенітно-ракетній бригаді РФ.
Були перехоплені також телефонні розмови «Оріона» з особою на позивний «Дельфін», де йдеться про переправлення військової техніки до Росії, при використанні трейлера і крана. Розслідування встановило, що під позивним «Дельфін» маскувався генерал-полковник РФ Микола Ткачов. У третій перехопленій розмові Олег Іванніков безпосередньо згадує перевезення певної техніки маршрутом з м. Сніжне, що збігається із маршрутом евакуації ЗРК «Бук», що збив пасажирський літак.

#### Розслідування JIT
Міжнародна слідча комісія у 2016 році оприлюднила запит до можливих свідків, де опублікувала п'ять телефонних розмов, зокрема й за участі «Оріона».

#### Розслідування Bellingcat
Команда Bellingcat у 2018 році опублікувала розгорнуте розслідування щодо особи Олега Іваннікова. Завдяки даним з відкритих джерел, а також використовуючи впізнаваний високий голос «Оріона» з перехоплених розмов, вдалося встановити його особу Олега Іваннікова як «Оріона».

## Матеріали
- Морітц Ракушитцький, Деніел Ромейн, Роман Доброхотов, MH17: Российский командир ГРУ «Орион» идентифицирован как Олег Иванников [Архівовано 26 липня 2018 у Wayback Machine.] (рос.) // Беллінгкет, 25.05.2018
- Его выдал женский голос. Опознан генерал ГРУ, ключевой фигурант дела о сбитом «Боинге» MH17 [Архівовано 20 липня 2018 у Wayback Machine.] // The Insider, 25.05.2018
- Kevin G. Hall, Russian GRU officer tied to 2014 downing of passenger plane in Ukraine [Архівовано 18 липня 2018 у Wayback Machine.] (англ.) // McClatchy, 25.05.2018